# Slokas-See
Der Slokas-See (lettisch Slokas ezers) ist ein Braunwassersee im Gebiet von Jūrmala zwischen Sloka und Ķemeri in Lettland. Er ist Teil des Ķemeri-Nationalparks, eines Naturschutzgebiets. 
Die Ufer sind niedrig und schwer zugänglich. Der Boden ist flach, schlammig. Der Vecslocene fließt durch den See. An den Ufern des Sees wird  Schwefel angeschwemmt: Das Quellwasser enthält Sulfide, die an der Luft zu freiem Schwefel oxidiert werden. 
Es gibt einen Vogelbeobachtungsturm am Seeufer. Am nordwestlichen Ufer des Slokas-Sees befindet sich ein Wanderweg.